# Feministák Egyesülete
Feministák Egyesülete (FE) var en organisation för kvinnors rättigheter i Ungern, grundad 1904 och avskaffad 1942. Den tillhörde de främsta inom dåtida kvinnorörelse i Ungern. 
Den grundades av Vilma Glücklich och Rosika Schwimmer. Syftet var att arbeta för kvinnors rättigheter inom alla områden i samhället, bland dem yrkesarbete, utbildning, kvinnlig rösträtt och en förändring av äktenskapslagen. 